# مدیچی (مجموعه تلویزیونی)
مدیچی (ایتالیایی: I Medici) یک مجموعهٔ تلویزیونی در ژانر درام تاریخی و هیجان‌انگیز سیاسی ساخت ایتالیا و بریتانیا است که توانست در همان قسمت اوّل، حدود ۸ میلیون بیننده را جذب کند.

## داستان
این سریال دربارهٔ خاندان مدیچی است. خاندان مدیچی که ابتدا بانک‌دار بودند، در مدّت کوتاهی به جمع قدرت‌مداران بزرگ و نجیب‌زادگان پیوستند و نفوذشان نه تنها ایتالیا، بلکه کل اروپا را متحوّل کرد. صعود این خاندان از تاجرانی ساده به قدرت‌مندترین افراد ایتالیا، موجب انقلاب فرهنگی و اقتصادی در اروپا شد. خاندان مدیچی با استفاده از قدرت و منابع گسترده، تفکّرات سنتی را به چالش کشیدند و باعث طلوع عصر جدیدی در علم و هنر شدند؛ البتّه در این راه لیستی از دشمنان قدرتمند برای خود درست کردند.

## فصل اوّل
وقایع فصل اوّل سریال مدیچی، با عنوان «ارباب فلورانس»، در سال ۱۴۲۹ اتّفاق می‌افتند؛ سالی که جووانی دی بیچی د مدیچی کشته شد. با این‌که پسرش کوزیمو د مدیچی، علاقهٔ زیادی به معماری داشت؛ امّا به خواست پدرش، بانک‌دار شد و حرفهٔ پدرش را ادامه داد. در این فصل مخالفت‌های میان دو خاندان آلبیتزی و مدیچی، به تصویر کشیده می‌شوند که در نهایت آلبیتزی و پسرش به قتل می‌رسند. همچنین، روند ساخت گنبدِ (یک گنبد داخلی و یک گنبد خارجی) کلیسای جامع سانتا ماریا دل فیوره را روایت می‌کند.

## فصل دوم
وقایع فصل دوم، بیست سال بعد رخ می‌دهند. فصل دوم، با عنوان «باشکوه»، با مرگ پیرو گوتی که فرزند کنتسینا دِ باردی و کوزیمو د مدیچی بود، شروع و پسر بزرگ‌تر پیرو، لورنتسو د مدیچی بانک‌دار می‌شود. این فصل به دشمنی میان خاندان پاتزی، برناردو برنچولی، پاپ سیکستوس چهارم و راهب فرانچسکو سالویاتی می‌پردازد. طی توطئهٔ هشت‌نفرهٔ مخالفان مدیچی، برادر لورنتسو که جولیانو مدیچی نام داشت، توسط فرانچسکو پاتزی (برادرزاده یاکوپو پاتزی) کشته می‌شود؛ لورنتسو نیز زخمی می‌شود. سرانجام خاندان پاتزی به دار آویخته می‌شوند جز گولیامو پاتزی که لورنتسو او را به همراه همسرش بیانکا دی مدیچی و دخترش تبعید میکند.

## فصل سوم
فصل سوم، دنباله‌ای برای فصل دوم است و داستان لورنتسو را تکمیل می‌کند. انتقام لورنتسو ادامه دارد؛ در این میان، ریاریو و پاپ سیکستوس چهارم تمام تلاششان را می‌کنند تا خاندان مدیچی را نابود سازند؛ امّا هردو شکست می‌خورند. پاپ سیکستوس چهارم می‌میرد و کاردینال چیبو (اینوسنت هشتم)، به عنوان پاپ جدید انتخاب می‌شود. ریاریو نیز توسط لورنتسو کشته می‌شود. مادر و همسر لورنتسو (کلاریس اورسینی)، جان خود را از دست می‌دهند. شورای ده‌نفره منحل می‌گردد و لورنتسو که به بیماری پدر خود مبتلا است، در زمان مرگ، راهب جیرولامو ساونارولا را به خانهٔ خود دعوت می‌کند تا در توبه کردن به او کمک کند. به این ترتیب، جیرولامو ساونارولا، شهر فلورانس را به دست می‌گیرد.